# The Lawnmower Man
The Lawnmower Man (titulada El cortador de césped en España y El hombre del jardín en Hispanoamérica) es una película de terror y ciencia ficción estadounidense, dirigida por Brett Leonard y escrita por Brett Leonard y Gimel Everett. La película se titula en inglés igual que el relato corto de Stephen King de 1975 (en español, El hombre de la cortadora de césped), incluido en el libro de relatos El umbral de la noche.

## Argumento
El doctor Lawrence Angelo es un científico brillante que estudia las posibilidades de aumento de la inteligencia humana mediante la realidad virtual. Con tal propósito en mente, elige al cortador de césped de su barrio, Jobe Smith, quien accede a participar en el experimento. Con el tiempo, las sesiones con Smith dan buenos resultados. Se vuelve más inteligente, puede defenderse del tiránico padre McKeen e incluso vence a su amigo de infancia Peter Parkette en un juego de realidad virtual que antes Parkette siempre ganaba.
Sin embargo, la empresa en la que trabaja Angelo persigue en realidad otros propósitos, y cuando Smith se vuelve más inteligente, la empresa cambian las sustancias que habitualmente le inyectan. El plan no revelado por la empresa consiste en la puesta a punto de un soldado con capacidades artificialmente aumentadas. Como consecuencia, el experimento hace que Smith sea más inteligente mediante la realidad virtual, pero la nueva sustancia inyectada también le hace ser más agresivo.
Debido a sus nuevos comportamientos adquiridos, Smith se vuelve cada vez más peligroso e incluso homicida. Con el tiempo incluso acaba por sentir la necesidad de dominar el mundo, para lo cual la guía según su parecer, descargándose para ello en la realidad virtual en la empresa del doctor Angelo, quien no se entera de lo que habían hecho sus colegas hasta que es demasiado tarde. Trata de detener tanto a Smith como a la empresa. Pero esta quiere deshacerse de Angelo para poder continuar el experimento. Angelo consigue que Jobe Smith recobre parte de la humanidad que perdió antes de entrar en la realidad virtual y también consigue huir después de haber destruido la empresa en la que trabajaba.

## Reparto
- Jeff Fahey - Jobe Smith
- Pierce Brosnan - Dr. Lawrence Angelo
- Jenny Wright - Marnie Burke
- Austin O'Brien - Peter Parkette
- Geoffrey Lewis - Terry McKeen
- Jeremy Slate - Padre McKeen
- Dean Norris - El Director
- Troy Evans - Teniente Goodwin
- Rosalee Mayeux - Carla Parkette
- John Laughlin - Jake Simpson

## Producción
Aunque el guion se basa en un relato homónimo de Stephen King, se podría decir que de él tan solo conserva el título, porque el argumento cambió de forma considerable al mezclarlo con el guion de otro proyecto de película. Cuando King se enteró de lo que habían hecho con su historia, se indignó hasta tal punto que retiró su nombre de los títulos de crédito. Además también rompió su contrato con la editorial Doubleday.

## Recepción
La película fue considerada la primera película que abordó el tema de la realidad virtual de una manera total. Por ello “El cortador de césped” consiguió un gran éxito comercial en Estados Unidos debido a la innovación que supuso en su momento.